# 高徳線
高徳線（こうとくせん）は、香川県高松市の高松駅から徳島県徳島市の徳島駅に至る四国旅客鉄道（JR四国）の鉄道路線（幹線）である。
日本国有鉄道（国鉄）時代は高徳本線（こうとくほんせん）と称し、佐古駅 - 徳島駅間は徳島本線にも属する重複区間であったが、運賃を高徳本線（幹線）として計算していたこともあり、民営化時に徳島本線を佃駅 - 佐古駅間として重複区間は解消された。また、民営化後の1988年（昭和63年）にJR四国は線路名称を改正し、高徳本線を高徳線に改称した。

## 概要
高徳線は香川県の東側沿岸を通り、高松市と徳島県の徳島市を結ぶ、予讃線・土讃線と並ぶ四国内県庁所在地間を結ぶ路線の一つであり、非電化ながら四国内では予讃線高松駅 - 松山駅間とともに特急列車が最高速度130 km/hの営業運転を行っている路線区間の一つでもある。
高松駅 - 栗林駅間はU字型の線形になっている。また、佐古駅 - 徳島駅間は線路が2本並行しているが、各線路を方向別に列車が走るのではなく路線別に高徳線・徳島線の各上下列車が使用する単線並列区間となっている。ただし、前述の経緯から徳島線の列車が走る線路も高徳線に所属している。
電化については、JR四国は2006年（平成18年）に国土交通省交通政策審議会・交通体系分科会の地域公共交通部会に提出した資料で、長期的に望まれる投資の一つに高徳線の直流電化を挙げている。
2020年（令和2年）3月14日には起点の高松駅に加えて、新たに栗林公園北口駅、栗林駅、屋島駅でIC乗車券「ICOCA」が利用可能となった。

## 路線データ
- 管轄（事業種別）：四国旅客鉄道（第一種鉄道事業者）
- 路線距離（営業キロ）：74.5 km
- 軌間：1067 mm
- 駅数：29（起終点駅含む）
  - 高徳線所属駅に限定した場合、高松駅（予讃線所属[4]）と佐古駅（徳島線所属[4]）が除外され、27駅となる。ただし、国鉄分割民営化時に当時の運輸省に提出された事業基本計画では、佐古駅の所在地は徳島本線（当時）ではなく高徳本線（当時）の方に記載されていた[4]。基本計画の記述に従い佐古駅を高徳線の駅とみなした場合、高徳線所属駅は28駅となる。
- 複線区間：佐古駅 - 徳島駅間（運用上同区間は徳島線との単線並列）
- 電化区間：なし（全線非電化）
- 閉塞方式：
  - 単線自動閉塞式（高松駅 - 屋島駅間、勝瑞駅 - 徳島駅間）
  - 自動閉塞式（特殊）（屋島駅 - 勝瑞駅間）
- 最高速度：130 km/h
- 最急勾配：25 ‰（讃岐相生駅 - 阿波大宮駅間）
- 指令所：高松指令所

## 歴史
高徳線は高松側から順次延伸され、1935年（昭和10年）に全通したが、このうち板野 - 池谷 - 吉成間は、阿波電気軌道が開業させた路線を国有化した阿波線から編入したものである。
阿波電気軌道は徳島と鳴門を結ぶ目的で、古川 - 中原 - 吉成 - 池谷 - 撫養（後のゑびす前）間を1916年（大正5年）に開業させたが、吉野川への架橋ができず中原から徳島市街の富田橋（後に新町橋）まで渡船（吉野川連絡船）で連絡していた。1923年（大正12年）には池谷 - 阿波大寺（現在の板野） - 鍛冶屋原間を開業させた。なお、阿波電気軌道と名乗ってはいたが全路線が非電化で、電化できず後に阿波鉄道と改称している。
定期の客車列車（寝台特急「瀬戸」を除く）の営業運行は、四国のJR線の中では当路線が最後であった。

### 年表
- 1899年（明治32年）2月16日 ： 徳島鉄道が鴨島 - 佐古 - 徳島間を開業[5]。
- 1907年（明治40年）9月1日 ： 徳島鉄道が国有化。
- 1914年（大正3年）10月：阿波電気軌道により古川 - 撫養間を着工[6]。
- 1916年（大正5年）7月1日 ： 阿波電気軌道が古川 - 中原 - 吉成 - 池谷 - 撫養（後のゑびす前）間を開業[7]。吉野川連絡船運航開始。
- 1923年（大正12年）
  - 1月：高松側から着工[8]。
  - 2月15日 ： 阿波電気軌道 池谷 - 阿波大寺（現在の板野） - 鍛冶屋原間が開業[9]。
- 1925年（大正14年）
  - 8月1日 ： 高徳線として高松 - 志度間が開業。
  - 12月21日 ： 高松 - 屋島間に栗林駅開業。
- 1926年（大正15年）
  - 3月21日 ： 高徳線 志度 - 讃岐津田間が開業。
  - 5月10日 ： 阿波電気軌道が阿波鉄道に社名変更[10]。
- 1928年（昭和3年）4月15日 ： 高徳線 讃岐津田 - 引田間が開業。
- 1932年（昭和7年）4月：引田駅 - 板西駅（現：板野駅）間、吉成駅 - 佐古駅間が着工[8]。
- 1933年（昭和8年）7月1日 ： 阿波鉄道の古川 - 撫養（現在の鳴門）間、池谷 - 鍛冶屋原間が国有化され、阿波線となる[11]。阿波大寺駅を板西駅、市場駅を阿波市場駅と改称。機関車7両、客車17両、貨車20両を引継ぐ[12]。
- 1935年（昭和10年）3月20日 ： 引田 - 板西（現在の板野）間、吉成 - 佐古間が開業し全通[13]。高松 - 徳島間が高徳本線、板西 - 鍛冶屋原間が鍛冶屋原線となる。古川 - 吉成間の鉄道線および吉野川連絡船廃止[14]。高松-徳島間直通列車9往復（旅客7混合2）貨物列車2往復運行開始[15]。徳島 - 板西間気動車運行開始[16]。
- 1952年（昭和27年）1月27日 ： 造田 - 讃岐津田間に神前駅開業。
- 1956年（昭和31年）4月10日 ： 板西駅を板野駅と改称。
- 1959年（昭和34年）9月15日 ： 高松駅移転。0.3 km延長。
- 1961年（昭和36年）
  - 9月1日 ： 屋島 - 志度間に八栗口駅開業。
  - 10月1日 ： 讃岐津田 - 丹生間に鶴羽駅開業。
- 1965年（昭和40年）4月1日：高松駅 - 志度駅間および阿波大宮駅 - 高知駅間にATS-Sを導入[17]。
- 1971年（昭和46年）4月1日 ： 池谷 - 勝瑞間の阿波市場駅廃止。
- 1972年（昭和47年）1月16日 ： 鍛冶屋原線 板野 - 鍛冶屋原間が廃止。
- 1976年（昭和51年）11月1日 ： 栗林駅付近高架化。
- 1977年（昭和52年）
  - 3月1日 ： CTCの試用開始[18]。
  - 3月15日 ： CTC本運用開始[18]。
- 1986年（昭和61年）11月1日 ： 貨物営業廃止。高松 - 栗林間に栗林公園北口駅、栗林 - 屋島間に木太町駅、屋島 - 八栗口間に古高松南駅、八栗口 - 志度間に讃岐牟礼駅が開業[19]。
- 1987年（昭和62年）
  - 3月23日 ： 高松 - 栗林公園北口間に昭和町駅が開業[20]。
  - 4月1日 ： 国鉄分割民営化により四国旅客鉄道に承継。
- 1988年（昭和63年）
  - 4月10日 ： 高徳線高速化（最高速度110 km/h化、それまでは85 km/h）工事完成。特急「うずしお」運転開始。普通列車のワンマン運転開始[21]。
  - 6月1日 ： 線路名称を改正し高徳線と改称。
- 1992年（平成4年）4月1日 ： JR四国最後の定期客車列車321・322レが気動車化。
- 1993年（平成5年）7月27日 ： 佐古駅付近高架化[22]。
- 1995年（平成7年）5月22日 ： 高徳線高速化（最高速度130 km/h化）工事に着手[23]。
- 1998年（平成10年）3月14日 ： 高徳線高速化（最高速度130 km/h化）工事完成[24]。志度 - 造田間にオレンジタウン駅が開業[24]。
- 2001年（平成13年）5月13日 ： 高松駅移転。0.3 km短縮[25]。
- 2015年（平成27年）5月2日 - 3日 ： 讃岐相生 - 阿波大宮間で毛虫が線路上に大量発生し、車輪空転などによって列車の一部に運休が生じる[26]。
- 2020年（令和2年）10月1日 ： 新型コロナウイルス影響の乗客減により、この日から当面の間、下り最終列車の高松23時45分発のオレンジタウン行き普通列車が運休[27][28]。
- 2021年（令和3年）3月13日：ダイヤ改正により、運休となっている高松23時45分発のオレンジタウン行き普通列車が廃止となり、最終列車の時間が繰り上がる[29]。これに加え高松発引田行き最終列車も大幅に繰り上がったことにより、当線における日付を越えて運行する列車がすべて消滅。
- 2022年（令和4年）11月27日：1200形気動車による阿佐海岸鉄道のDMV（デュアル・モード・ビークル）をデザインしたラッピング車両が当路線と牟岐線で約1年間の期間限定で運行開始[30][31][32]。
- 2025年（令和7年）3月15日：ダイヤ改正により、特急「うずしお」の高松駅 - 岡山駅間の2往復の運転を取りやめ、全て当線内の運転となる。うずしお32号（徳島駅22時00分発→高松駅23時17分着）も廃止となり、徳島駅発高松駅行き上り最終列車の時間が繰り上がる。「うずしお」におけるキハ185系の定期運用も廃止となる[33][34]。

## 運行形態
全区間に特急「うずしお」が運転されている。
普通列車は全区間を通して運転される列車があるほか、高松駅 - オレンジタウン駅・三本松駅・引田駅間および引田駅・板野駅 - 徳島駅間の区間運転列車がある。徳島地区では鳴門線・牟岐線との直通列車があり、かつては高松駅 - 牟岐線牟岐駅間を通して運転する列車も存在した（2013年3月16日のダイヤ改正で阿南行きに短縮）。2010年（平成22年）3月13日のダイヤ改正では下り・上りとも高松・徳島発最終列車（徳島発は鳴門線直通を除く）の運行区間・時刻が見直され、高松発の下りは従来の引田行きからオレンジタウン行きに、徳島発の上りは高松行きから板野行きにそれぞれ区間が短縮された。
高松駅 - 引田駅間は1時間あたり1 - 2本程度、板野駅 - 徳島駅間は2時間に1本程度の運転（池谷駅 - 徳島駅間は鳴門線直通列車が加わり1時間に1 - 2本程度となる）である。引田駅 - 板野駅間の県境区間は列車密度が低く、5時間以上運行されない時間帯がある。
2006年（平成18年）6月1日 - 11月30日の平日（阿波踊り期間中を除く）には、徳島 - （池谷） - 鳴門間に、上りのみの快速列車「鳴門きんときライナー」が1500形を使用して運転されていた。ただし、途中駅には止まらないので高徳線内での利用は不可。ライナー扱いで、乗車には乗車券のほかに整理券を必要とした。

## 使用車両
予讃線高松 - 伊予市間の電化完了以後、四国内のみの輸送では、特急列車に1998年（平成10年）にN2000系（2000系の改良型、新製当時は全車両が高松運転所配置）、2019年（令和元年）8月に2700系、普通列車に徳島運転所配置で1000形・1200形や1500形といった新型気動車が優先的に導入されてきた路線でもある。
特急列車には最高130 km/h運転の2700系を中心に、2600系が2017年（平成29年）12月2日から4往復、2025年（令和7年）3月15日から5往復充てられている。1988年（昭和63年）から2025年（令和7年）まではキハ185系が1往復運用されていた。
普通列車は1000形・1200形、1500形のほかに国鉄時代製造のキハ40形、キハ47形で運行されている。2008年（平成20年）3月15日のダイヤ改正の前日までは高松 - 引田間でキハ58系・キハ65形の2両編成の普通列車も運行されていた。また、過去には突発的にキハ185系（高松運転所配置の特急仕様車）が運用されたこともあった。

### 現在の車両

#### 特急列車用
- 2600系 - 2017年（平成29年）12月2日より、特急「うずしお」で運用。
- 2700系 - 2019年（平成31年）1月より、特急「うずしお」で運用。

#### 普通列車用
- 1000形 - 全線で運用。
- 1200形 - 全線で運用。
- 1500形 - 2006年（平成18年）5月より運行を開始[35]。現在は全線で運用。
- キハ40形・キハ47形 - 全線で運用。

### 過去の車両

#### 特急列車用
- キハ185系 - 2025年（令和7年）3月14日まで特急「うずしお」、臨時特急「ゆうゆうアンパンマンカー」で運用。
- 2000系 - 2020年（令和2年）7月18日まで、特急「うずしお」で運用。

#### 急行・準急・普通列車用
- キハ26形・キハ55系 - 準急「阿波」などで運用。
- キハ35系
- キハ45系
- キハ58系 - 2008年（平成20年）3月14日まで高松駅 - 引田駅間で運用。
- キハ65形 - 2008年（平成20年）3月14日まで高松駅 - 引田駅間で運用。

## 利用状況

#### 平均通過人員
各年度の平均通過人員（人/日）は以下のとおりである。
| 年度                   | 平均通過人員（人/日） | 平均通過人員（人/日） | 平均通過人員（人/日） | 出典   |
| 年度                   | 全線                  | 高松 - 引田           | 引田 - 徳島           | 出典   |
| ---------------------- | --------------------- | --------------------- | --------------------- | ------ |
| 1989年度（平成元年度） | 6,965                 | 非開示                | 非開示                | [ 36 ] |
| 2012年度（平成24年度） | 4,295                 | 4,808                 | 3,507                 | [ 36 ] |
| 2013年度（平成25年度） | 4,360                 | 4,857                 | 3,597                 | [ 36 ] |
| 2014年度（平成26年度） | 4,299                 | 4,758                 | 3,595                 | [ 36 ] |
| 2015年度（平成27年度） | 4,344                 | 4,807                 | 3,635                 | [ 37 ] |
| 2016年度（平成28年度） | 4,529                 | 4,998                 | 3,809                 | [ 37 ] |
| 2017年度（平成29年度） | 4,472                 | 4,941                 | 3,753                 | [ 38 ] |
| 2018年度（平成30年度） | 4,372                 | 4,817                 | 3,690                 | [ 38 ] |
| 2019年度（令和元年度） | 4,289                 | 4,716                 | 3,633                 | [ 38 ] |
| 2020年度（令和02年度） | 3,130                 | 3,552                 | 2,481                 | [ 39 ] |
| 2021年度（令和03年度） | 3,145                 | 3,505                 | 2,593                 | [ 40 ] |
| 2022年度（令和04年度） | 3,534                 | 3,880                 | 3,003                 | [ 41 ] |
| 2023年度（令和05年度） | 3,739                 | 4,109                 | 3,173                 | [ 42 ] |

#### 収支・営業係数
各年度の収支（営業収益、営業費、営業損益）、営業係数は以下のとおりである。営業係数は共通費を含んだ金額であり、2022年度（令和4年度）は営業費と営業損益についても、共通費を含んだ金額が開示されている。▲はマイナスを意味する。
| 年度                   | 収支（百万円） | 収支（百万円） | 収支（百万円） | 営業 係数 （円） | 出典   |
| 年度                   | 営業 収益      | 営業費         | 営業 損益      | 営業 係数 （円） | 出典   |
| ---------------------- | -------------- | -------------- | -------------- | ---------------- | ------ |
| 2019年度（令和元年度） | 1,265          | 2,005          | ▲739           | 158              | [ 43 ] |
| 2020年度（令和02年度） | 796            | 1,975          | ▲1,179         | 248              | [ 44 ] |
| 2021年度（令和03年度） | 838            | 1,974          | ▲1,135         | 235              | [ 45 ] |
| 2022年度（令和04年度） | 1,101          | 2,117          | ▲1,106         | 209              | [ 46 ] |

| 年度                   | 収支（百万円） | 収支（百万円） | 収支（百万円） | 営業 係数 （円） | 出典   |
| 年度                   | 営業 収益      | 営業費         | 営業 損益      | 営業 係数 （円） | 出典   |
| ---------------------- | -------------- | -------------- | -------------- | ---------------- | ------ |
| 2019年度（令和元年度） | 687            | 1,236          | ▲549           | 180              | [ 43 ] |
| 2020年度（令和02年度） | 398            | 1,179          | ▲781           | 296              | [ 44 ] |
| 2021年度（令和03年度） | 438            | 1,241          | ▲804           | 284              | [ 45 ] |
| 2022年度（令和04年度） | 566            | 1,308          | ▲742           | 231              | [ 46 ] |

## 駅一覧
下り（高松駅→徳島駅）方向に記述する。
- 普通列車は全駅に停車。特急列車の停車駅は「うずしお (列車)」を参照。
- 線路（全線単線） … ◇・∨・∧：列車交換可（佐古駅 - 徳島駅間は単線並列）、｜：列車交換不可

| 駅番号 | 駅名             | 営業キロ | 営業キロ | 接続路線                                                                                              | 線路 | 所在地 | 所在地        |
| 駅番号 | 駅名             | 駅間     | 累計     | 接続路線                                                                                              | 線路 | 所在地 | 所在地        |
| ------ | ---------------- | -------- | -------- | --- | ---- | ------ | ------------- |
| T28    | 高松駅           | -        | 0.0      | 四国旅客鉄道：●Y 予讃線（Y00）・■ 瀬戸大橋線 高松琴平電気鉄道：琴平線・長尾線（高松築港駅: K00・N00） | ∨    | 香川県 | 高松市        |
| T27    | 昭和町駅         | 1.5      | 1.5      | | ｜   | 香川県 | 高松市        |
| T26    | 栗林公園北口駅   | 1.7      | 3.2      | | ｜   | 香川県 | 高松市        |
| T25    | 栗林駅           | 1.1      | 4.3      | | ◇    | 香川県 | 高松市        |
| T24    | 木太町駅         | 2.4      | 6.7      | | ｜   | 香川県 | 高松市        |
| T23    | 屋島駅           | 2.8      | 9.5      | | ◇    | 香川県 | 高松市        |
| T22    | 古高松南駅       | 1.3      | 10.8     | | ｜   | 香川県 | 高松市        |
| T21    | 八栗口駅         | 1.5      | 12.3     | | ◇    | 香川県 | 高松市        |
| T20    | 讃岐牟礼駅       | 1.1      | 13.4     | 高松琴平電気鉄道：志度線 （八栗新道駅: S11）                                                          | ｜   | 香川県 | 高松市        |
| T19    | 志度駅           | 2.9      | 16.3     | 高松琴平電気鉄道：志度線 （琴電志度駅: S15）                                                          | ◇    | 香川県 | さぬき市      |
| T18    | オレンジタウン駅 | 2.6      | 18.9     | | ◇    | 香川県 | さぬき市      |
| T17    | 造田駅           | 2.4      | 21.3     | | ◇    | 香川県 | さぬき市      |
| T16    | 神前駅           | 2.1      | 23.4     | | ｜   | 香川県 | さぬき市      |
| T15    | 讃岐津田駅       | 4.3      | 27.7     | | ◇    | 香川県 | さぬき市      |
| T14    | 鶴羽駅           | 2.7      | 30.4     | | ◇    | 香川県 | さぬき市      |
| T13    | 丹生駅           | 4.0      | 34.4     | | ◇    | 香川県 | 東かがわ市    |
| T12    | 三本松駅         | 3.2      | 37.6     | | ◇    | 香川県 | 東かがわ市    |
| T11    | 讃岐白鳥駅       | 3.1      | 40.7     | | ◇    | 香川県 | 東かがわ市    |
| T10    | 引田駅           | 4.4      | 45.1     | | ◇    | 香川県 | 東かがわ市    |
| T09    | 讃岐相生駅       | 2.5      | 47.6     | | ◇    | 香川県 | 東かがわ市    |
| T08    | 阿波大宮駅       | 5.6      | 53.2     | | ◇    | 徳島県 | 板野郡 板野町 |
| T07    | 板野駅           | 4.8      | 58.0     | | ◇    | 徳島県 | 板野郡 板野町 |
| T06    | 阿波川端駅       | 1.8      | 59.8     | | ｜   | 徳島県 | 板野郡 板野町 |
| T05    | 板東駅           | 2.3      | 62.1     | | ◇    | 徳島県 | 鳴門市        |
| T04    | 池谷駅           | 2.1      | 64.2     | 四国旅客鉄道：●N 鳴門線（N04）                                                                        | ◇    | 徳島県 | 鳴門市        |
| T03    | 勝瑞駅           | 2.7      | 66.9     | | ◇    | 徳島県 | 板野郡 藍住町 |
| T02    | 吉成駅           | 1.3      | 68.2     | | ◇    | 徳島県 | 徳島市        |
| T01    | 佐古駅           | 4.9      | 73.1     | 四国旅客鉄道：●B 徳島線（B01）                                                                        | ∧    | 徳島県 | 徳島市        |
| T00    | 徳島駅           | 1.4      | 74.5     | 四国旅客鉄道：●M 牟岐線（M00）                                                                        | ∨    | 徳島県 | 徳島市        |

1. ↑  長尾線の起点は瓦町駅だが、長尾線の列車は、一部列車を除き高松築港駅まで乗り入れる
2. ↑  鳴門線の列車は、一部列車を除き徳島駅まで乗り入れる
3. ↑  徳島線の列車は、すべて徳島駅まで乗り入れる

- 讃岐相生 - 阿波大宮間で徳島県鳴門市、勝瑞 - 吉成間で徳島県板野郡北島町を通るが、これらの区間内に駅はない。

### 廃駅
- 阿波市場駅：池谷 - 勝瑞間。休止時期不明、1971年（昭和46年）4月1日廃止。

### 過去の接続路線
- 板野駅：鍛冶屋原線